# DarkSide (grupo de hacking)
DarkSide  es un grupo de hackers dedicados al Delito informático que realizan ataques usando ransomware y extorsión. Dentro de sus hitos más significativos está el Ciberataque a Colonial Pipeline.
Los expertos han señalado que el modelo que ha adoptado DarkSide se asemeja a un formato de “ransomware como servicio”, en el que DarkSide completa el desarrollo del ransomware que luego otros actores compran y utilizan. Algunos investigadores han sostenido que el modelo de negocio de DarkSide es comparable a una franquicia, lo que significa que los compradores pueden utilizar la marca DarkSide en sus ataques. Además, se sabe que DarkSide opera con cierto nivel de profesionalismo, ya que los analistas han notado que el grupo de hackers tiene una sala de prensa, una lista de correo y una línea directa para víctimas en su sitio web.